# Скіту-дін-Вале
Скіту-дін-Вале (рум. Schitu din Vale) — село у повіті Олт в Румунії. Входить до складу комуни Плешою.
Село розташоване на відстані 147 км на захід від Бухареста, 13 км на північний захід від Слатіни, 39 км на північний схід від Крайови.

## Населення
За даними перепису населення 2002 року у селі проживали 242 особи, усі — румуни. Усі жителі села рідною мовою назвали румунську.